# Астон Вебб
Астон Вебб (22 травня 1849 — 21 серпня 1930) — британський архітектор, автор проектів численних громадських будівель. Президент Королівської академії мистецтв з 1919 по 1924 рік.

## Біографія
Астон Вебб народився 22 травня 1849 року в родині художника-аквареліста Едварда Вебба в Лондоні. Отримав перший досвід архітектурної практики з 1866 по 1871 рік у фірмі відомих на той час архітекторів Роберта Бенкса і Чарлза Баррі. Потім вирушив у подорож Європою та Азією. У 1874 році повернувся до Лондона і відкрив власну студію.
З початку 1880-х років вступив до Королівського інституту британських архітекторів і почав працювати в партнерстві з Інгресс Белл (1836–1914). Їх першою великою роботою був проект Будівлі правосуддя в Бірмінгемі (1886). Протягом наступних 23 років у парі Вебб і Белл спроектували цілу низку громадських будівель. Наприкінці кар'єри асистентами Вебба були його сини, Моріс і Філіп. Ральф Кнот, автор проекту Лондонського Каунті-голла, на початку кар'єри проходив практику у студії Вебба, виконуючи креслення для конкурсних заявок.
У 1902–1904 роках Астон Вебб виконував обов'язки президента Королівського інституту британських архітекторів (1902–1904). У 1903 році був обраний членом Королівської академії мистецтв, а з 1919 по 1924 рік обіймав посаду її президента. У 1904 році він Вебб посвячений у лицарі, наступного року отримав Королівську золоту медаль з архітектури. Також він став першим лауреатом Золотої медалі Американського інституту архітектури, якою був нагороджений у 1907 році.

## Галерея

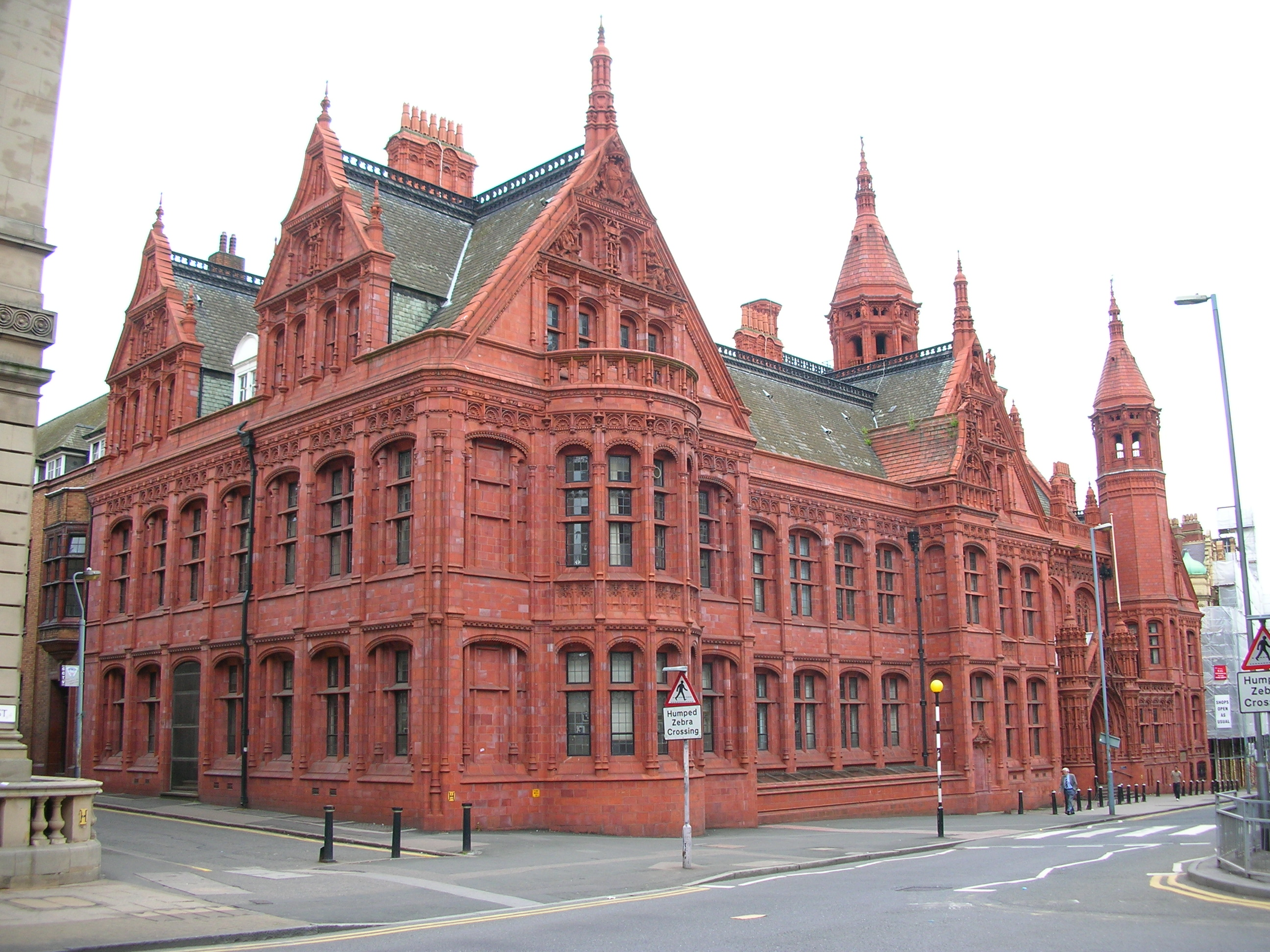
Будівля правосуддя Вікторії[en], Бірмінгем
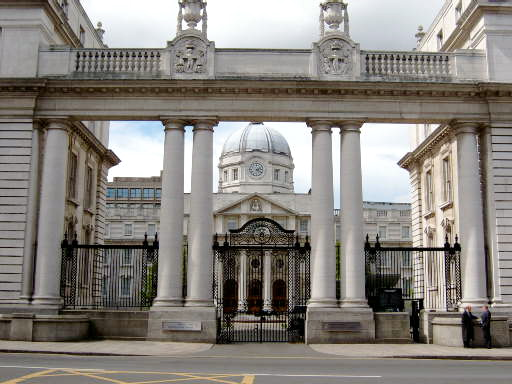
Будівля уряду, Дублін
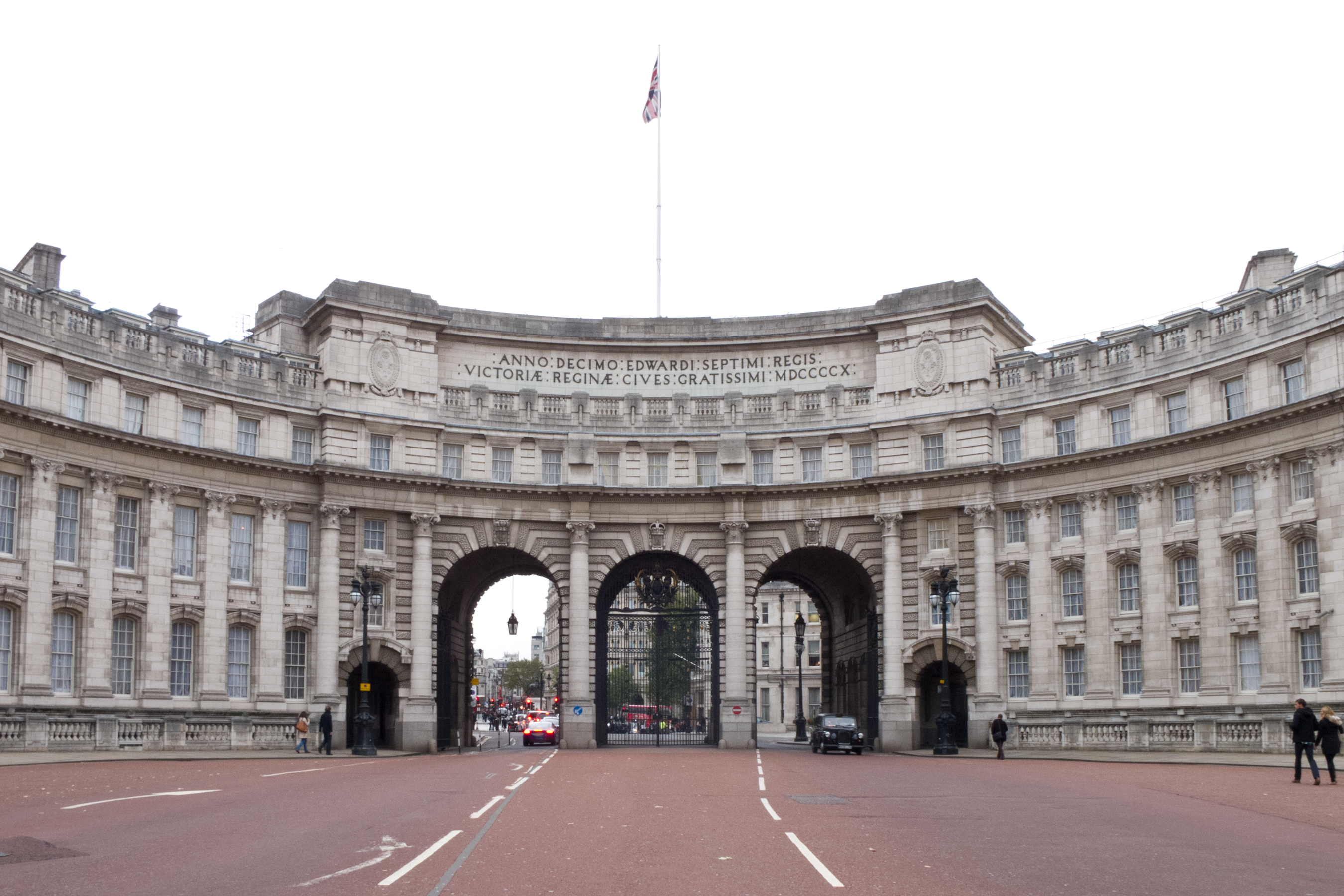
Арка Адміралтейства, Лондон
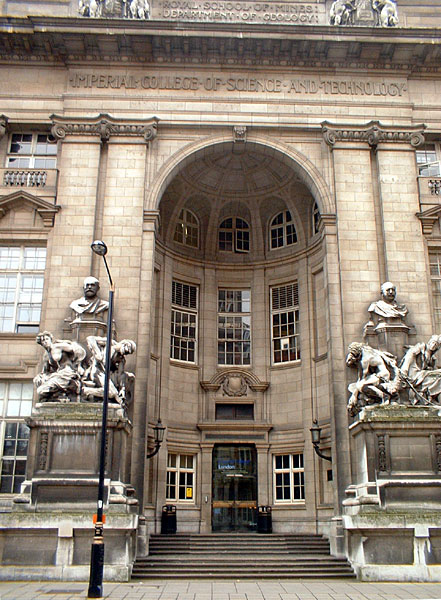
Головний вхід, Королівська геологічна школа, Лондон
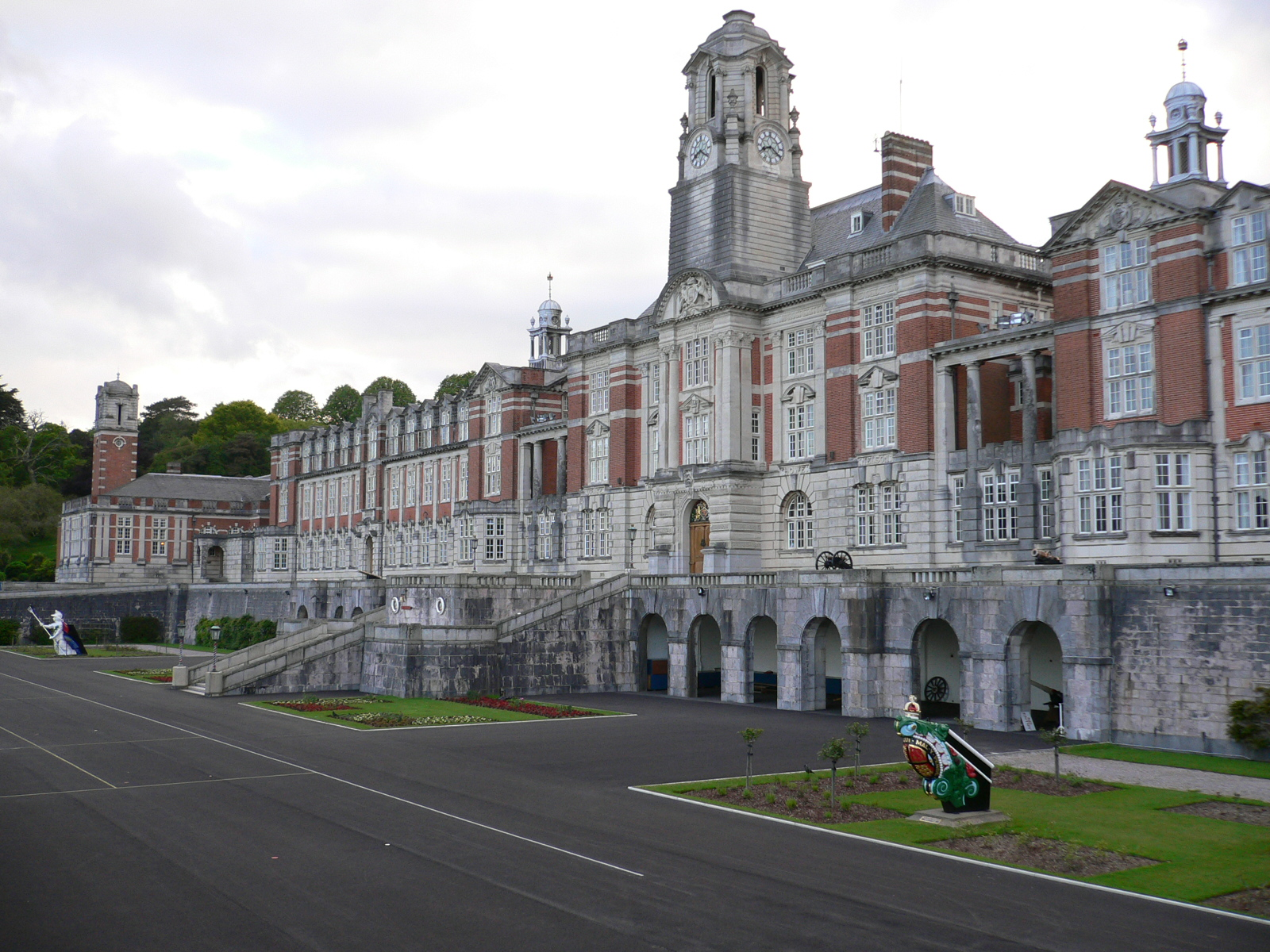
Британський Королівський військово-морський коледж, Дартмут, Девон
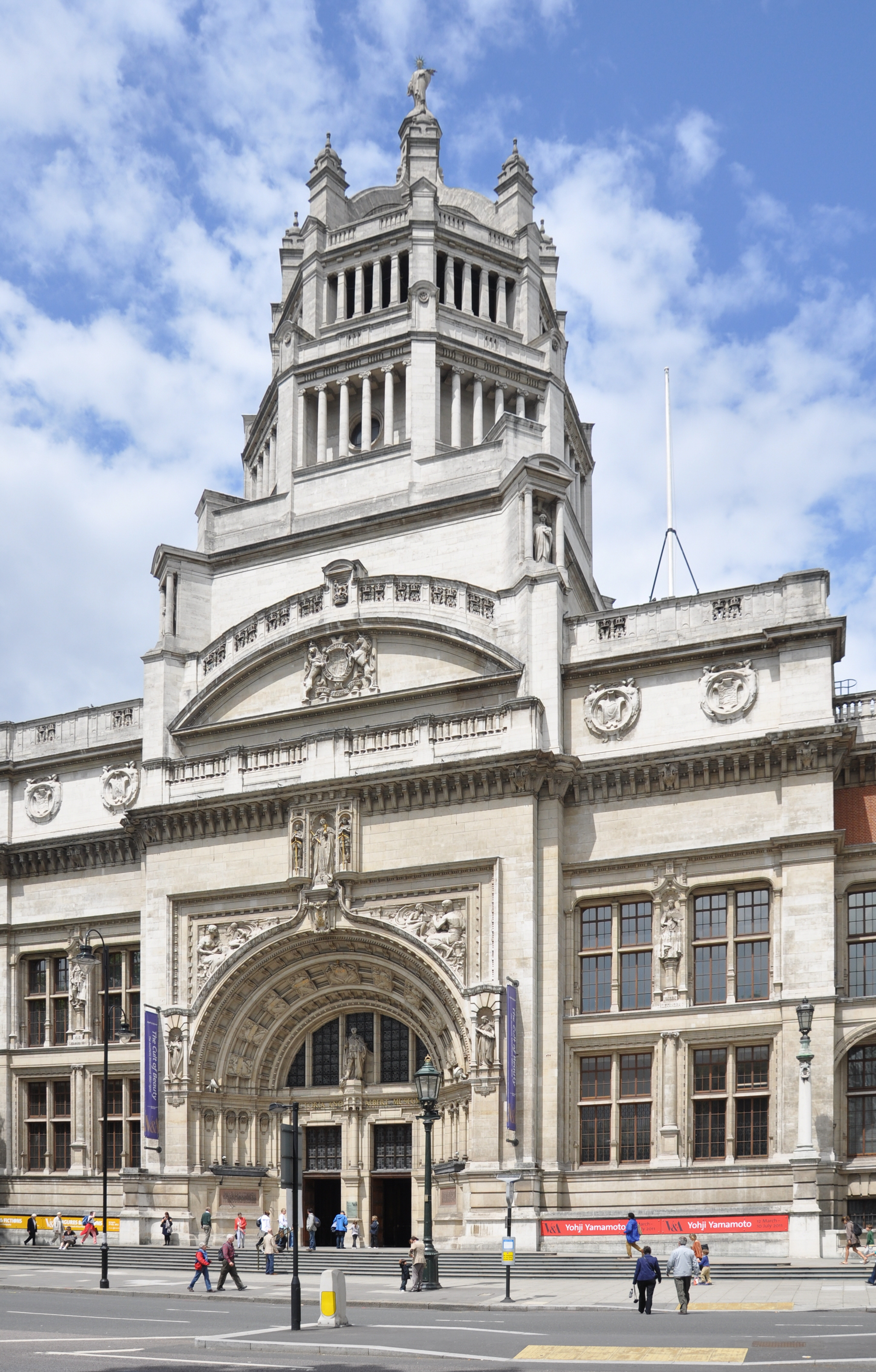
Музей Вікторії та Альберта, Лондон
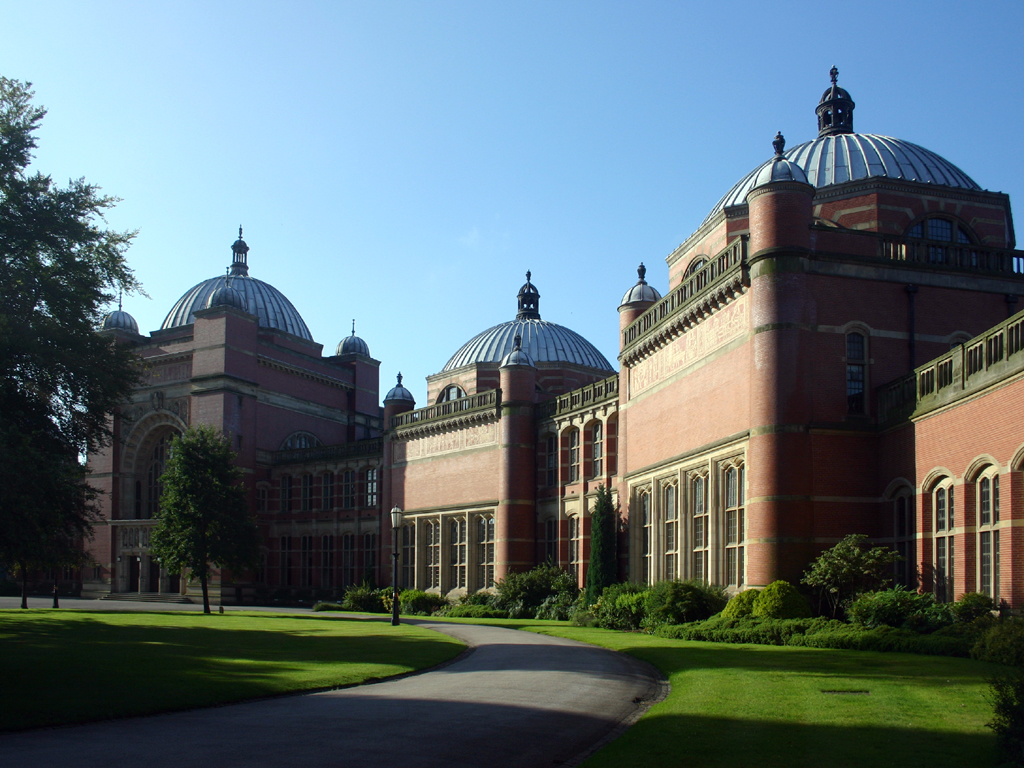
Бірмінгемський університет
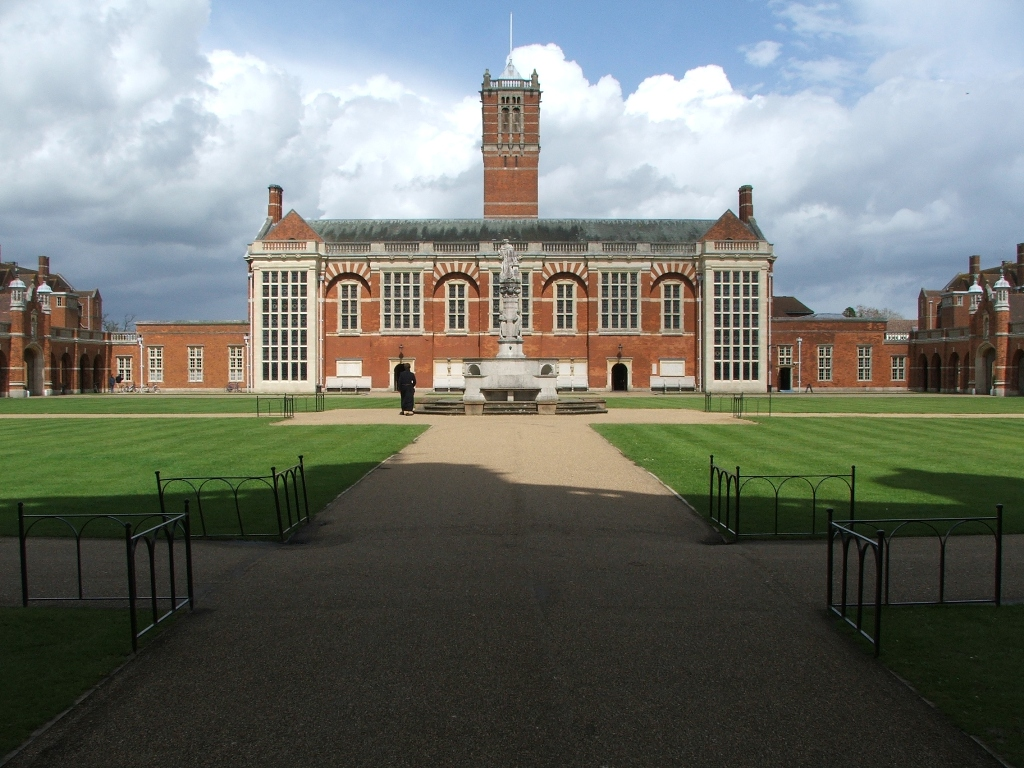
Госпіталь Христа, Хоршам, Західний Сассекс
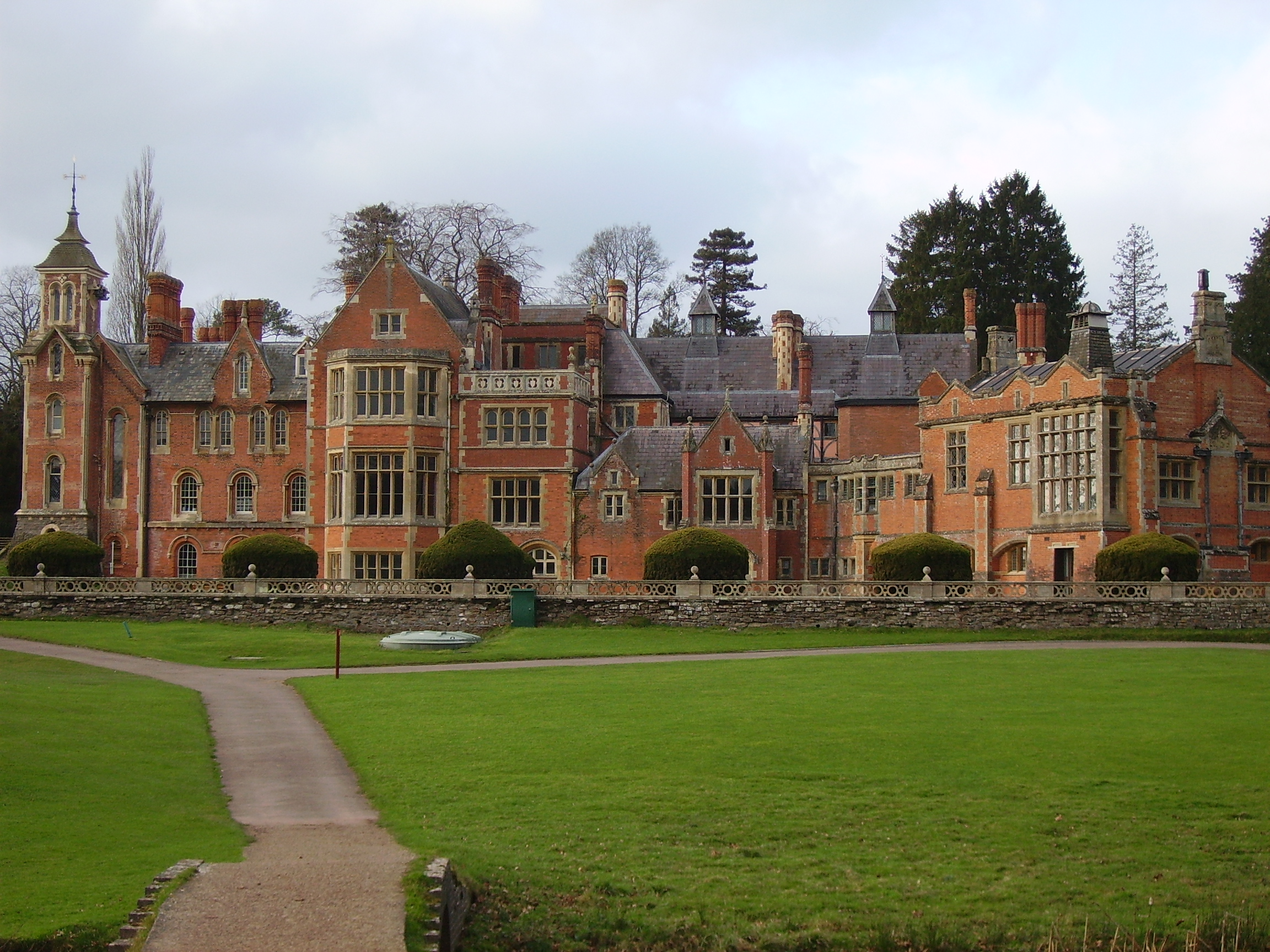
The Hendre, Монмутшир, Уельс
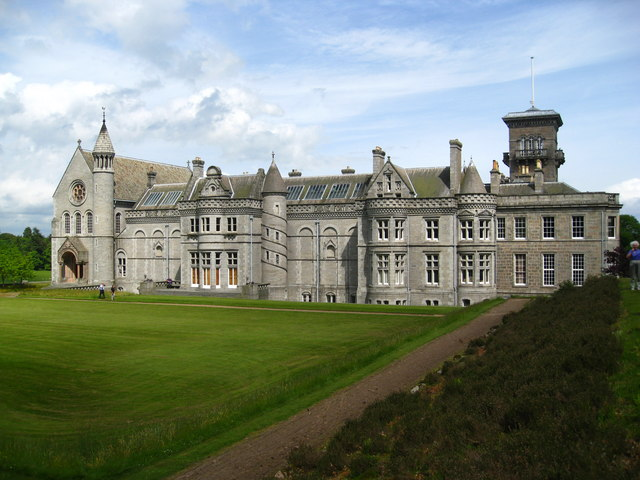
Dunecht House, Абердиншир, Шотландія
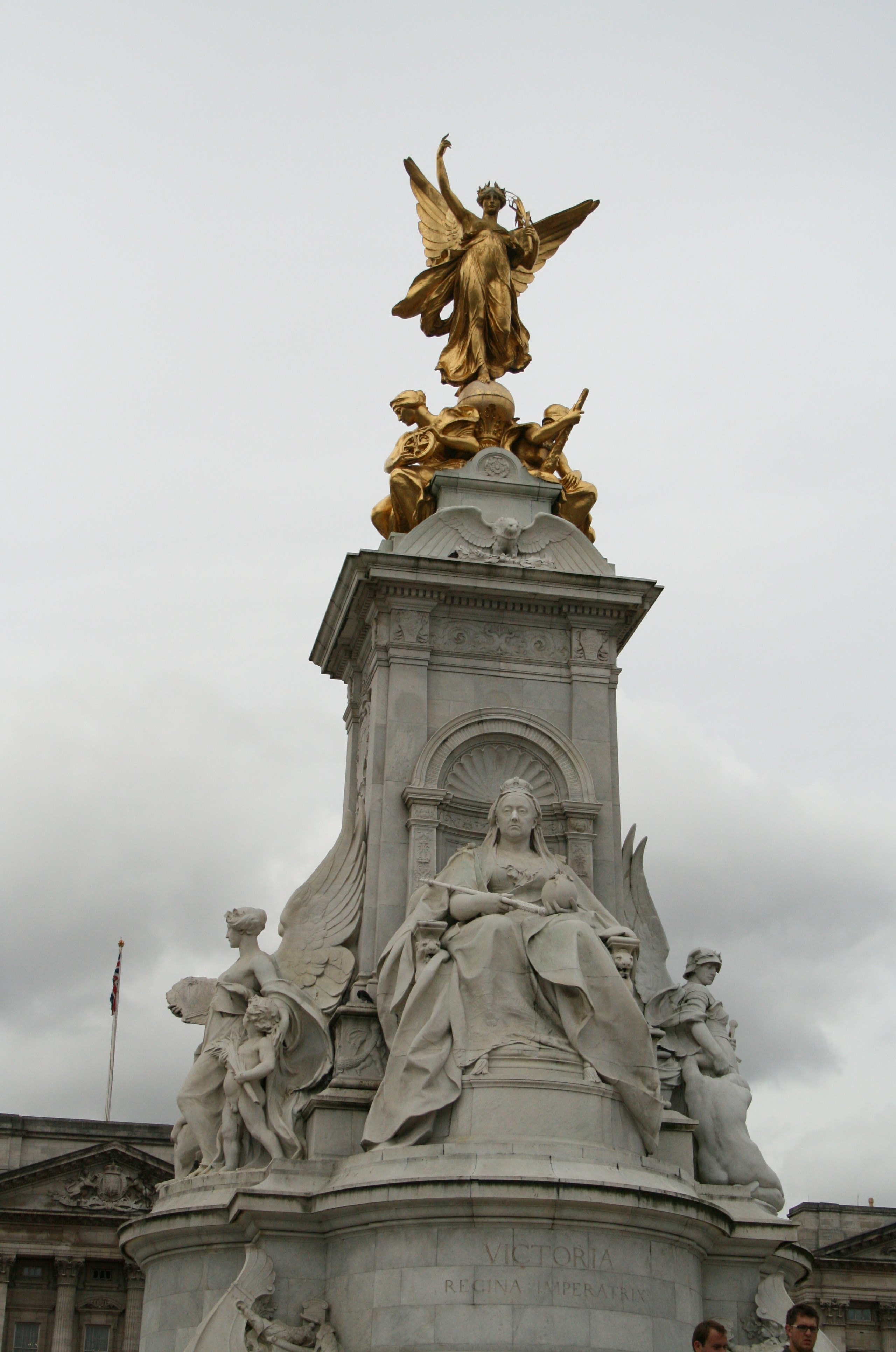
Меморіал Вікторії, Лондон.
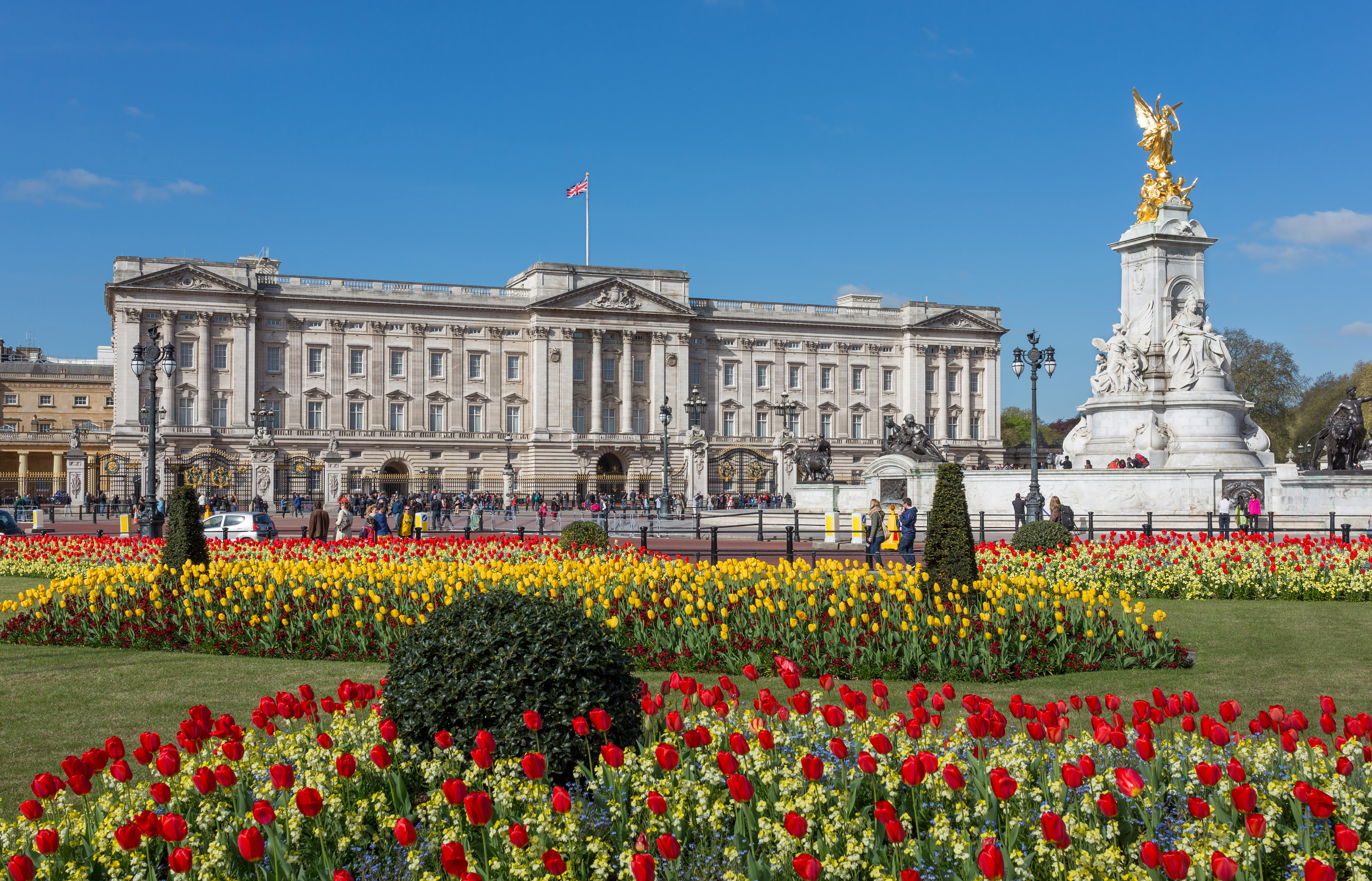
Букінгемський палац, Лондон. Головний фасад у 1913 році був реконструйований за проектом Астона Вебба